# Matti Ylöstalo
Matti Viljo Ylöstalo, född 4 februari 1917 i Tammerfors, död 14 september 2002 i Helsingfors, var en finländsk jurist.
Ylöstalo blev juris doktor 1953. Han var 1945–1948 anställd vid en advokatbyrå och 1949 extra ordinarie föredragande vid Högsta domstolen; 1951–1955 var han yngre justitierådman vid Helsingfors rådstuvurätt, 1955–1959 biträdande och tillförordnad professor i civilrätt vid Helsingfors universitet och 1959–1980 ordinarie professor.
Ylöstalo publicerade vetenskapliga arbeten, bland annat om testaments- och växelrätt, samt en lärobok i finländsk civilrätt (tillsammans med Toivo Mikael Kivimäki, svensk översättning 1961). 